# 林赛·安德森
林赛·安德森（Lindsay Anderson，1923年4月17日—1994年8月30日） ，英国电影导演。

## 生平
生于班加罗尔，当时其父亚历山大·瓦什·安德森上尉（Alexander Vass Anderson）所在的皇家工兵部队正驻扎在此。战时应征入伍，后回到牛津大學瓦德漢學院继续学业。1947年同埃里克森等人创办了影刊(段落)。安德森主张电影应干预生活。1948年应约克郡制造公司邀请开始拍摄纪录片。1954年拍摄的纪录片《星期四的孩子们》获得奥斯卡奖。1956年，他同理查森·赖茨一起创立“自由电影”学派，并拍摄了代表作纪录片《每天除了圣诞节》(1957)，这一学派的创作准则是以诗意的手法拍摄被摄的对象。1963年他拍摄的《如此体育生涯》获得法国戛纳电影节特别奖。此后，他的创作转向社会讽刺。如《如果……》(1968)、《幸运人》（1973）、《大不列颠旅馆》(1982)等。安德森作品不多，但他始终坚持自由创作的理念。

## 連結
- Lindsay Anderson在互联网电影资料库（IMDb）上的資料（英文）
- The Lindsay Anderson Memorial Foundation （页面存档备份，存于）
- Watch O Dreamland on FourDocs （页面存档备份，存于）
- The BFI's "screenonline" on Free Cinema （页面存档备份，存于）
- The BFI's "screenonline" for Lindsay Anderson （页面存档备份，存于）
- The Lindsay Anderson Archive at Stirling University, Scotland （页面存档备份，存于）
- Lindsay Anderson Bibliography （页面存档备份，存于） (via UC Berkeley)